# 罗秋月
罗秋月（1921年12月—2009年9月2日），曾用名罗有祥，女，山西五台人，中华人民共和国政治人物，曾任湖南省人大常委会副主任，第五届全国人大代表。